# Florent Brard
Florent Brard (Chambray, Francia, 7 de febrero de 1976) es un ciclista francés.
Debutó como profesional en 1999 con el equipo Festina.

## Palmarés
2001
- 1 etapa de la Estrella de Bessèges
- Gran Premio Cholet-Pays de Loire
- Campeonato de Francia Contrarreloj
- Gran Premio EnBW (junto a Christophe Moreau)
- Memorial Josef Voegeli
- París-Bourges

2004
- 1 etapa del Giro de la Provincia de Lucca
- 1 etapa de la París-Corrèze

2005
- Les mounts du Luberon
- París-Troyes
- 1 etapa del Circuito de la Sarthe

2006
- Campeonato de Francia en Ruta

## Resultados en Grandes Vueltas y Campeonatos del Mundo
| Carrera              | Carrera              | 1999 | 2000 | 2001  | 2002 | 2003 | 2004  | 2005 | 2006 | 2007 | 2008  | 2009 |
| -------------------- | -------------------- | ---- | ---- | ----- | ---- | ---- | ----- | ---- | ---- | ---- | ----- | ---- |
|                      | Giro de Italia       | —    | —    | —     | —    | —    | 107.º | —    | —    | —    | —     | —    |
|                      | Tour de Francia      | —    | —    | 100.º | —    | —    | —     | —    | Ab.  | —    | 116.º | —    |
|                      | Vuelta a España      | —    | Ab.  | —     | —    | —    | —     | —    | —    | —    | —     | —    |
| Mundial en Ruta      | Mundial en Ruta      | —    | —    | 69.º  | —    | —    | —     | —    | —    | —    | —     | —    |
| Mundial Contrarreloj | Mundial Contrarreloj | —    | —    | 34.º  | —    | —    | —     | —    | —    | —    | —     | —    |

—: no participa

Ab.: abandono

## Equipos
- Festina (1999-2001)
  - Festina-Lotus (1999-2000)
  - Festina (2001)
- Crédit Agricole (2002)
- Marlux (2003)
- Chocolade Jacques (2004)
- Agritubel (2005)
- Caisse d'Epargne (2006-2007)
  - Caisse d'Epargne-Illes Balears (2006)
  - Caisse d'Epargne (2007)
- Cofidis (2008-2009)